# Ražice (stacja kolejowa)
Ražice – stacja kolejowa w miejscowości Ražice, w kraju południowoczeskim, w Czechach. Znajduje się na wysokości 375 m n.p.m..  

## Linie kolejowe
- 190: Pilzno - Czeskie Budziejowice
- 201: Tábor - Ražice